# Bonneuil (Charente)
Bonneuil è un comune francese di 268 abitanti situato nel dipartimento della Charente, nella regione della Nuova Aquitania.

## Società

### Evoluzione demografica
Abitanti censiti